# Euthalia eurus
Euthalia eurus är en fjärilsart som beskrevs av De Nicéville 1895. Euthalia eurus ingår i släktet Euthalia och familjen praktfjärilar. Inga underarter finns listade i Catalogue of Life.